# Bestenliste spanischer Triathleten auf der Ironman-Distanz

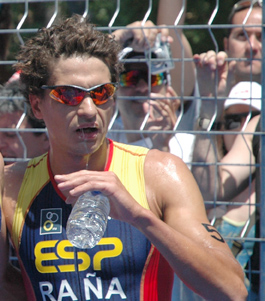
Iván Raña (2006)

Die Bestenliste spanischer Triathleten auf der Ironman-Distanz umfasst alle Zeiten, die weltweit von spanischen Männern bei einem Triathlon über die Langdistanz bzw. Ironman-Distanz (3,86 km Schwimmen, 180,2 km Radfahren und 42,2 km Laufen) erzielt wurden (Stand: 27. April 2025).
Jeder Athlet wird hier mit seiner persönlichen Bestzeit angeführt. Berücksichtigt wurden Zeiten von Amateuren und Profis unter 8:00 Stunden seit Oktober 1982. Wettkämpfe, bei denen witterungsbedingt nur ein Duathlon ausgetragen wurde, oder Teildistanzen stark durch den Veranstalter verkürzt wurden, finden keine Berücksichtigung. Eine offizielle Vermessung der Strecken, wie in der Leichtathletik mit dem Jones-Counter, erfolgt im Triathlon bis jetzt nicht. Die Rennen sind deshalb aufgrund einer nicht ganz genauen Länge nur begrenzt bzw. eingeschränkt vergleichbar. Die offiziellen Verbände führen keine Rekorde oder Bestenlisten.
Auch die Zeiten bei ein und demselben Wettkampf, wie auch auf Hawaii, sind durch Streckenänderungen, Baustellen, Beschaffenheit oder Veränderung des Straßenbelags, Verlegungen und Veränderungen der Wechselzonen, nicht vergleichbar. Bei den hier aufgeführten Zeiten handelt es sich um Ergebnisse, die bei Wettkämpfen mit offiziellem Windschattenverbot erzielt worden sind.

## Liste
| Platz | Name                       | Jahr | Zeit    | Veranstaltung      | Bemerkung / Titel                                                                                | Quelle |
| ----- | -------------------------- | ---- | ------- | ------------------ | ------------------------------------------------------------------------------------------------ | ------ |
| 1     | Antonio Benito López       | 2025 | 7:32:23 | Ironman Texas      |                                                                                                  | [ 1 ]  |
| 2     | Mikel Ugarte Ramos         | 2024 | 7:37:55 | Ironman Barcelona  |                                                                                                  | [ 2 ]  |
| 3     | Iván Raña                  | 2014 | 7:48:43 | Ironman Austria    | 2001: WM Aquathlon 2002: WM Triathlon Kurzdistanz 2002, 2003: EM Triathlon Kurzdistanz           | [ 3 ]  |
| 4     | Ander Irigoien Egia        | 2024 | 7:48:58 | Ironman Barcelona  |                                                                                                  |        |
| 5     | Victor Del Corral Morales  | 2013 | 7:53:12 | Ironman Florida    | 2011, 2012: EM Cross-Triathlon                                                                   | [ 4 ]  |
| 6     | Clemente Alonso McKernan   | 2021 | 7:55:09 | Ironman Kopenhagen |                                                                                                  | [ 5 ]  |
| 7     | Javier Gómez               | 2018 | 7:56:38 | Ironman Cairns     | 2007, 2009, 2012, 2016: EM Triathlon Kurzdistanz 2008, 2010, 2013, 2014, 2015: WM Triathlon Kurz |        |
| 8     | Julen Diez Rodriguez       | 2024 | 7:58:39 | Ironman Barcelona  |                                                                                                  |        |
| 9     | Gustavo Rodriguez Iglesias | 2019 | 7:59:25 | Ironman Sweden     |                                                                                                  | [ 6 ]  |
| 10    | Eneko Llanos               | 2011 | 7:59:38 | Ironman Arizona    |                                                                                                  | [ 7 ]  |
| 11    | Pedro Jose Bastida Andujar | 2019 | 7:59:48 | Ironman Sweden     |                                                                                                  | [ 8 ]  |

(SM = spanischer Meister, EM = Europameister, WM = Weltmeister)